# Saint-Usage (Aube)
Saint-Usage é uma comuna francesa na região administrativa de Grande Leste, no departamento de Aube. Estende-se por uma área de 16,3 km². Em 2010 a comuna tinha 76 habitantes (densidade: 4,7 hab./km²).